# 24015 Pascalepinner
24015 Pascalepinner è un asteroide della fascia principale. Scoperto nel 1999, presenta un'orbita caratterizzata da un semiasse maggiore pari a 2,2913982 UA e da un'eccentricità di 0,1163966, inclinata di 6,15728° rispetto all'eclittica.